# Alessandra Schiavo
Alessandra Schiavo (* 12. Oktober 1969 in Neapel) ist eine italienische Diplomatin.

## Leben
Im Juli 1991 schloss sie ein Studium der Politikwissenschaft ab. Ab 1992 forschte sie an der Universität Leiden zum Thema Europäisches Verteidigungssystems.
1993 trat sie in den auswärtigen Dienst ein und wurde in der Abteilung Europäische Union, Wirtschaft im Außenministerium beschäftigt. Von Februar 1997 bis Dezember 2000 machte sie Öffentlichkeitsarbeit in Tel Aviv. Im Januar 2001 wurde sie zum Gesandtschaftssekretär erster Klasse in Brüssel ernannt.
2002 wurde sie im Sekretariat des Europäischen Konvents, beschäftigt, wo ein erster Entwurf der Europäischen Verfassung gefertigt wurde.
Von Juli 2003 bis September 2003 leitete sie die Rechtsabteilung des Europäischen Konventes. Im September 2003 wurde sie zum diplomatischen Berater des italienischen Präsidenten berufen. 2008 wurde sie zum Gesandtschaftsrat erster Klasse ernannt. Von April 2010 bis Juli 2014 hatte sie das Exequatur als Generalkonsul in  der Sonderverwaltungszone Hongkong.
Von Juli 2014 bis Januar 2015 leitete sie die Abteilung Magreb (Algerien, Libyen, Marokko und Tunesien) im Außenministerium.
Im Januar 2015 wurde sie zur diplomatischen Beraterin des Außenministers berufen.
Seit 5. September 2018 ist sie Botschafterin in Rangun Myanmar.
Sie spricht fließend Englisch, Französisch und Spanisch, versteht Portugiesisch und hat Deutsch, Arabisch und Hebräisch gelernt.
| Vorgänger        | Amt                                                         | Nachfolger |
| ---------------- | ----------------------------------------------------------- | ---------- |
| Raffaele Miniero | Italienische Botschafterin in Rangun Seit 5. September 2018 | —          |